# Nowa Wieś (powiat czarnkowsko-trzcianecki)
Nowa Wieś (niem. Neudorf) – wieś w Polsce położona w województwie wielkopolskim, w powiecie czarnkowsko-trzcianeckim, w gminie Trzcianka, około 5 km na południe od Trzcianki.

## Historia
Nowa Wieś została założona w 1618 r. jako osada rolnicza i początkowo nosiła nazwę Kazimierzowo. Wieś miała wielu właścicieli:
- Adam Czarnkowski
- Marcin Pilawski
- Franciszek Sędziwój Czarnkowski
- Andrzej Gębicki herbu "Nałęcz"
- Katarzyna Gębicka herbu "Nieczuja"
- Adam Naramowski herbu "Łodzia"
- Adam Iwański herbu "Jastrzębiec"
- Stanisław Poniatowski herbu "Ciołek"
- Antoni Lasocki herbu "Dołęga"

W 1772 roku miejscowość została wcielona do Królestwa Prus i otrzymała niemiecką nazwę "Neudorf". Wieś posiadała własną kuźnię, młyn, karczmę oraz gorzelnię i strzelnicę. W 1945 r. ludność niemiecka opuściła miejscowość, a osiedlili się Polacy, głównie z województwa poznańskiego, Kresów Wschodnich i województwa łódzkiego. W latach 1975–1998 miejscowość należała administracyjnie do województwa pilskiego. Wieś w 1998 wygrała gminny konkurs "Piękna wieś", a trzy lata później zajęła w nim drugie miejsce.

## Zabytki i inne obiekty
W Nowej Wsi znajduje się kilka budynków z XIX wieku (najstarszy pochodzi z 1802 r.) oraz wiele z początków XX wieku. Neogotycki kościół pw. św. Apostołów Piotra i Pawła powstał w 1908 r. jako zbór ewangelicki. Szachulcowa wieża wraz z mechanizmem zegarowym uległa częściowemu zniszczeniu w 1945 r., kiedy to w kościół uderzył pocisk artyleryjski.
Miejscowość posiada szkołę podstawową, remizę Ochotniczej Straży Pożarnej, świetlicę oraz filię Biblioteki Publicznej Miasta i Gminy im. Kazimiery Iłłakowiczówny w Trzciance. We wsi działa również Koło Gospodyń Wiejskich.